# Myelodysplastisk syndrom
Myelodysplastisk syndrom (MDS, også kaldet præleukæmi) er en gruppe af sygdomme, der er kendetegnet ved en svigtende funktion af knoglemarven, som fører til blodmangel hos patienten.

## Forekomst
MDS opstår hos omkring 230 personer om året i Danmark. Hyppigheden stiger med alderen og er meget ualmindelig hos personer under 50 år.
Der er flere undertyper af MDS. Nogle typer er mere fremskredne end andre, og de kan give forskellige symptomer hver især. 
MDS kaldes også præleukæmi, fordi det kan udvikle sig til akut myeloid leukæmi.

## Årsager
Årsagen til MDS er oftest ukendt. I nogle tilfælde opstår sygdommen nogle år efter, man har fået kemoterapi eller strålebehandling (terapiudløst MDS). Der er øget forekomst af MDS hos rygere og hos personer, som har været udsat for opløsningsmidlet benzen. I meget sjældne tilfælde kan sygdommen opstå som følge af medfødte gendefekter.

## Symptomer
Symptomerne ved MDS skyldes dårlig knoglemarvsfunktion. I knoglemarven produceres røde blodlegemer, hvide blodlegemer og blodplader, men ved MDS kan koncentrationen af dem falde.
- Ved mangel på røde blodlegemer (anæmi), kan symptomerne blandt andet være træthed, forpustethed og svimmelhed
- Ved mangel på hvide blodlegemer kan man have øget tendens til infektioner
- Ved blodplademangel er symptomerne ofte blødninger, f.eks. i form af blå mærker og næseblødning

Symptomerne vil ofte have stået på i nogen tid, før sygdommen påvises. Man har ikke nødvendigvis mangel på alle typer blodlegemer  men 80 procent af patienter med MDS har mangel på røde blodlegemer ved sygdomsstart. 
Hvis behandling er mulig, kan symptomerne aftage eller forsvinde.

## Undersøgelse og diagnose
Hvis der er mistanke om MDS, tager lægen blodprøver for at undersøge blodtallene. Lægen foretager også en knoglemarvsundersøgelse. 
I et mikroskop undersøges knoglemarven dels for celler med unormalt udseende, dels for umodne celler (blaster), som er celler, der endnu ikke har udviklet sig til røde og hvide blodlegemer eller blodplader. En øget procent af blaster i knoglemarven kan være et tegn på MDS. Hvis man har mere end 20 procent blaster i knoglemarven, har man akut myeloid leukæmi. 
Ved knoglemarvsundersøgelsen vil lægen også lave en kromosomanalyse for at vurdere alvoren af MDS. Her vil lægen undersøge for forandringer i de syge blodcellers arveforhold (kromosomer). 50-70 procent af patienter med MDS vil have disse forandringer. Kromosomforandringer kan også være af betydning for valg af behandling, herunder om knoglemarvstransplantation bør tilbydes. 
Nogle gange kan det være vanskelig at stille diagnosen MDS, specielt ved de ikke fremskredne former for MDS, hvor der ikke er øget procent blaster i knoglemarven. Her kan det være nødvendigt at gentage knoglemarvsundersøgelsen efter 3 til 6 måneder.

## Behandling
Hvilken behandling man skal have, afhænger af undertypen af MDS. 
I nogle tilfælde er en helbredende behandling mulig, hvis det er muligt at lave en knoglemarvstransplantation. 
Men for mange patienter er sygdommen kronisk. Disse patienter kan tilbydes behandlinger, der kan gøre blodtallene bedre og dermed mindske de gener, der er opstået pga. sygdommen. Neden for kan du læse mere om de forskellige behandlinger:

## Ingen behandling
Nogle patienter med MDS har så let mangel på blodlegemer og dermed få eller ingen symptomer, at der ikke er behov for behandling. Disse patienter bliver tilbudt at gå til regelmæssige kontroller og få taget blodprøver med jævne mellemrum, da der er risiko for, at sygdommen bliver værre, og der bliver behov for behandling.

## Blodtransfusion
Mange patienter med MDS får regelmæssige blodtransfusioner for at øge blodtallene og derved mindske patientens symptomer. 
Man kan få blodtransfusioner i mange år. En ulempe ved langvarig transfusionsbehandling er, at hver blodtransfusion tilfører ekstra jern til kroppen, og denne ophobning af jern kan skade specielt lever og hjerte. Jernophobningen kan behandles med medicin, der nedsætter jernmængden i kroppen.
Hvis patienten lider meget af blodplademangel og blødningstendens, kan lægen give blodpladetransfusioner. Effekten af blodpladetransfusion holder kun 1-3 dage, derfor anvendes det mest ved slimhindeblødning og er kun sjældent forebyggende.

## Behandling med vækstfaktorer
En anden behandlingsmetode ved MDS er at sprøjte vækstfaktorer ind i underhuden. Det er medicinsk fremstillede knoglemarvshormoner, og målet med behandlingen er at fremme væksten af røde og hvide blodlegemer. I mange tilfælde bliver blodtallene normale. 
Man kan behandles med stoffet Erytropoietin (EPO), som stimulerer dannelsen af røde blodlegemer. 
Ved manglende effekt kan lægen også give stoffet filgrastim. Det stimulerer dannelsen af hvide blodlegemer, men kan nogle gange også stimulere dannelsen af røde blodlegemer. 
Ved fremskreden MDS (over 10 procent blaster i knoglemarven) er vækstfaktorbehandling virkningsløs.

## Immunsvækkende medicin
Manglen på blodlegemer kan i nogle tilfælde skyldes, at patientens eget immunsystem angriber sine egne celler. Enkelte yngre patienter med ikke fremskreden MDS (mindre end 5 procent blaster i knoglemarven) bliver derfor i nogle tilfælde behandlet med immunsvækkende medicin med anti-thymocytglobulin (ATG). Behandlingen kan medføre normalisering af knoglemarvsfunktionen, som er en virkning, der kan holde sig i mange år. 

## Kemoterapi
Patienter med fremskreden MDS (over 10 procent blaster i knoglemarven) kan tilbydes behandling med et mildt kemoterapimiddel azacitidin, der gives som daglig indsprøjtning i underhuden 5-7 dage i træk. Behandlingen gentages med 4 ugers interval. Patienten har sjældent behov for at blive indlagt for at få denne behandling. 
De hyppigste bivirkninger er let kvalme (kan undgås med kvalmestillende tabletter), samt rødme og let ømhed, der hvor medicinen er sprøjtet ind. Behandlingen kan forlænge overlevelsen hos patienter med fremskreden MDS, og i nogle tilfælde normaliseres knoglemarvsfunktionen helt i en periode. 

## Stamcelletransplantation
Den eneste helbredende behandling af MDS er knoglemarvstransplantation med enten søskende donor eller ubeslægtet voksendonor. Denne behandling gives primært ved fremskreden MDS hos yngre patienter (tilbydes kun yderst sjældent til patienter over 70 år). Det er fordi, behandlingen er forbundet med så tilpas store risici, at det ikke kan gennemføres hos ældre patienter. 

## MDS kan forværres over tid
MDS er en kronisk sygdom, som har tendens til at forværres over tid. Hvis man har ikke fremskreden MDS, kan man leve med sygdommen i mange år. Ved fremskreden MDS vil mange patienter i løbet af kort tid udvikle akut myeloid leukæmi.